# Mittelwertmethode
Der Begriff Mittelwertmethode, auch unter der Bezeichnung Praktikermethode bekannt, erfasst mehrere Methoden zur Unternehmensbewertung. Dabei werden der Ertragswert und der Substanzwert eines Unternehmens erfasst. Die Ermittlung des Unternehmenswerts erfolgt dabei in den einzelnen Spielarten durch eine unterschiedliche aber starre Gewichtung der Werte bei der Mittelwertbildung.
Allgemeine Formel: Unternehmenswert = (a · Ertragswert + b · Substanzwert)/(a+b)
Anwendung: Bewertung von Dreifamilienhäusern und kleineren Gewerbeobjekten
- a = b = 1: Berliner Verfahren, Wiener Verfahren
- a = 2, b = 1: Schweizer Verfahren
- a = 1, b = 2: Stuttgarter Verfahren

Diese relativ standardisierten Verfahren zur Unternehmenswertberechnung werden vor allem in kleineren und mittleren Unternehmungen benutzt, um Anteile am Unternehmen zu bewerten (z. B. für Transaktionen zwischen den Gesellschaftern).